# فارس مهنی
فارس مهنی (انگلیسی: Farés Mehenni؛ زادهٔ تاریخ ورودی نامعتبر است) بازیکن فوتبال است.
وی همچنین در تیم ملی فوتبال Algeria U20 بازی کرده‌است.